# 1978년 일본 시리즈
1978년 일본 시리즈(일본어: 1978年の日本シリーズ)는 1978년 10월 14일부터 10월 22일까지 열린 일본 프로 야구의 일본 시리즈 경기이다. 센트럴 리그 우승 팀인 야쿠르트 스왈로스가 총 7차례의 접전을 펼친 끝에 퍼시픽 리그 우승팀 한큐 브레이브스를 누르고 4승 3패의 성적을 기록, 창단 이후 첫 우승을 차지했다.
한편, 야쿠르트의 홈경기는 홈구장인 메이지 진구 야구장이 도쿄 6대학 야구 경기와 개최일이 겹쳐졌기 때문에 일본 시리즈의 야간 경기 개최 또는 그 반대로 도쿄 6대학 야구의 야간 경기 개최를 쌍방이 제안했지만 타협되지 않았고, 야쿠르트의 홈경기는 모두 고라쿠엔 구장에서 개최됐다.

## 감독
| 소속 리그   | 소속              | 감독            |
| ----------- | ----------------- | --------------- |
| 센트럴 리그 | 야쿠르트 스왈로스 | 히로오카 다쓰로 |
| 퍼시픽 리그 | 한큐 브레이브스   | 우에다 도시하루 |

## 경기 일정
- 1차전 : 10월 14일
- 2차전 : 10월 15일
- 3차전 : 10월 17일
- 4차전 : 10월 18일
- 5차전 : 10월 19일
- 6차전 : 10월 21일
- 7차전 : 10월 22일

## 경기 기록
| 일시                             | 경기   | 원정팀(선공)      | 스코어 | 홈팀(후공)        | 개최 구장            | 개시 시각 | 경기 시간  | 관중수   |
| -------------------------------- | ------ | ----------------- | ------ | ----------------- | -------------------- | --------- | ---------- | -------- |
| 10월 14일(토)                    | 1차전  | 한큐 브레이브스   | 6 - 5  | 야쿠르트 스왈로스 | 고라쿠엔 구장        | 13시 01분 | 2시간 51분 | 34,218명 |
| 10월 15일(일)                    | 2차전  | 한큐 브레이브스   | 6 - 10 | 야쿠르트 스왈로스 | 고라쿠엔 구장        | 13시 00분 | 3시간 41분 | 39,406명 |
| 10월 16일(월)                    | 이동일 | 이동일            | 이동일 | 이동일            | 이동일               | 이동일    | 이동일     | 이동일   |
| 10월 17일(화)                    | 3차전  | 야쿠르트 스왈로스 | 0 - 5  | 한큐 브레이브스   | 한큐 니시노미야 구장 | 13시 01분 | 2시간 29분 | 20,296명 |
| 10월 18일(수)                    | 4차전  | 야쿠르트 스왈로스 | 6 - 5  | 한큐 브레이브스   | 한큐 니시노미야 구장 | 13시 00분 | 3시간 12분 | 20,456명 |
| 10월 19일(목)                    | 5차전  | 야쿠르트 스왈로스 | 7 - 3  | 한큐 브레이브스   | 한큐 니시노미야 구장 | 13시 00분 | 3시간 9분  | 18,298명 |
| 10월 20일(금)                    | 이동일 | 이동일            | 이동일 | 이동일            | 이동일               | 이동일    | 이동일     | 이동일   |
| 10월 21일(토)                    | 6차전  | 한큐 브레이브스   | 12 - 3 | 야쿠르트 스왈로스 | 고라쿠엔 구장        | 13시 00분 | 3시간 35분 | 44,956명 |
| 10월 22일(일)                    | 7차전  | 한큐 브레이브스   | 0 - 4  | 야쿠르트 스왈로스 | 고라쿠엔 구장        | 13시 00분 | 4시간 7분  | 36,359명 |
| 우승: 야쿠르트 스왈로스(첫 우승) |        |                   |        |                   |                      |           |            |          |

## 일본 시리즈 경기 결과

### 1차전
- 10월 14일 - 고라쿠엔 구장

| 팀 | 1 | 2 | 3 | 4 | 5 | 6 | 7 | 8 | 9 | R | H  | E |
| 한큐 | 0 | 1 | 0 | 0 | 1 | 0 | 0 | 4 | 0 | 6 | 10 | 2 |
| 야쿠르트 | 0 | 0 | 1 | 0 | 1 | 2 | 1 | 0 | 0 | 5 | 10 | 1 |
| 승리 투수: 야마다 히사시(1-0) 패전 투수: 야스다 다케시(0-1) 홈런: 한큐 – 다카이 야스히로(5회 1점), 가와무라 겐이치로(8회 2점) 야쿠르트 – 후나다 가즈히데(5회 1점), 찰리 매뉴엘(6회 1점), 오야 아키히코(6회 1점) |   |   |   |   |   |   |   |   |   |   |    |   |

### 2차전
- 10월 15일 - 고라쿠엔 구장

| 팀 | 1 | 2 | 3 | 4 | 5 | 6 | 7 | 8 | 9 | R  | H  | E |
| 한큐 | 1 | 0 | 0 | 1 | 0 | 0 | 3 | 0 | 1 | 6  | 14 | 0 |
| 야쿠르트 | 0 | 2 | 4 | 1 | 0 | 2 | 0 | 1 | X | 10 | 11 | 1 |
| 승리 투수: 마쓰오카 히로무(1-0) 패전 투수: 이마이 유타로(0-1) 홈런: 한큐 – 후쿠모토 유타카(1회 1점), 바비 마르카노(7회 3점) 야쿠르트 – 찰리 매뉴엘(2회 2점), 스미 후지오(6회 1점), 오스기 가쓰오(8회 1점) |   |   |   |   |   |   |   |   |   |    |    |   |

### 3차전
- 10월 17일 - 한큐 니시노미야 구장

| 팀                                                              | 1 | 2 | 3 | 4 | 5 | 6 | 7 | 8 | 9 | R | H | E |
| 야쿠르트                                                        | 0 | 0 | 0 | 0 | 0 | 0 | 0 | 0 | 0 | 0 | 3 | 1 |
| 한큐                                                            | 1 | 0 | 1 | 1 | 0 | 0 | 2 | 0 | X | 5 | 6 | 1 |
| 승리 투수: 아다치 미쓰히로(1-0) 패전 투수: 스즈키 야스지로(0-1) |   |   |   |   |   |   |   |   |   |   |   |   |

### 4차전
- 10월 18일 - 한큐 니시노미야 구장

| 팀 | 1 | 2 | 3 | 4 | 5 | 6 | 7 | 8 | 9 | R | H  | E |
| 야쿠르트 | 0 | 0 | 0 | 0 | 0 | 4 | 0 | 0 | 2 | 6 | 11 | 2 |
| 한큐 | 1 | 3 | 0 | 0 | 1 | 0 | 0 | 0 | 0 | 5 | 11 | 2 |
| 승리 투수: 니시이 데쓰오(1-0) 패전 투수: 이마이 유타로(0-2) 세이브: 마쓰오카 히로무(1S) 홈런: 야쿠르트 – 데이브 힐튼(9회 2점) |   |   |   |   |   |   |   |   |   |   |    |   |

### 5차전
- 10월 19일 - 한큐 니시노미야 구장

| 팀 | 1 | 2 | 3 | 4 | 5 | 6 | 7 | 8 | 9 | R | H  | E |
| 야쿠르트 | 2 | 0 | 0 | 0 | 0 | 1 | 0 | 1 | 3 | 7 | 14 | 0 |
| 한큐 | 0 | 0 | 0 | 1 | 0 | 0 | 1 | 1 | 0 | 3 | 5  | 0 |
| 승리 투수: 이하라 신이치로(1-0) 패전 투수: 야마다 히사시(1-1) 세이브: 마쓰오카 히로무(2S) 홈런: 야쿠르트 – 와카마쓰 쓰토무(8회 1점), 오스기 가쓰오(9회 3점) 한큐 – 바비 마르카노(8회 1점) |   |   |   |   |   |   |   |   |   |   |    |   |

### 6차전
- 10월 21일 - 고라쿠엔 구장

| 팀 | 1 | 2 | 3 | 4 | 5 | 6 | 7 | 8 | 9 | R  | H  | E |
| 한큐 | 0 | 0 | 6 | 0 | 5 | 0 | 0 | 1 | 0 | 12 | 15 | 1 |
| 야쿠르트 | 0 | 0 | 0 | 1 | 2 | 0 | 0 | 0 | 0 | 3  | 5  | 0 |
| 승리 투수: 시라이시 시즈오(1-0) 패전 투수: 스즈키 야스지로(0-2) 홈런: 한큐 – 나카자와 신지(3회 3점), 시마타니 긴지(5회 1점), 버니 윌리엄스(5회 1점), 후쿠모토 유타카(5회 2점) 야쿠르트 – 후나다 가즈히데(5회 2점) |   |   |   |   |   |   |   |   |   |    |    |   |

### 7차전
- 10월 22일 - 고라쿠엔 구장

| 팀 | 1 | 2 | 3 | 4 | 5 | 6 | 7 | 8 | 9 | R | H  | E |
| 한큐 | 0 | 0 | 0 | 0 | 0 | 0 | 0 | 0 | 0 | 0 | 7  | 0 |
| 야쿠르트 | 0 | 0 | 0 | 0 | 1 | 2 | 0 | 1 | X | 4 | 10 | 0 |
| 승리 투수: 마쓰오카 히로무(2-0) 패전 투수: 아다치 미쓰히로(1-1) 홈런: 야쿠르트 – 오스기 가쓰오(6회 1점, 8회 1점), 찰리 매뉴엘(6회 1점) |   |   |   |   |   |   |   |   |   |   |    |   |

## 수상 선수
- MVP : 오스기 가쓰오(야쿠르트)
- 감투상 : 아다치 미쓰히로(한큐)
- 타격상 : 시마타니 긴지(한큐)
- 최우수 투수상 : 마쓰오카 히로무(야쿠르트)
- 기능상 : 데이브 힐튼(야쿠르트)
- 우수 선수상 : 와카마쓰 쓰토무(야쿠르트)

## 같이 보기
- 1978년 월드 시리즈